# Палеолог, Станислава
Станислава Филипина Палеолог (пол. Stanisława Filipina Paleolog; 4 мая 1892 года, Румне, Австро-Венгрия — 3 декабря 1968 года, Пенлей, Уэльс) — польская военнослужащая, майор Войска Польского и комиссар Государственной полиции Польши. Министр польского правительства в изгнании.

## Биография
Получила образование в пансионе женского ордена Святого причастия. После училась в познанской Торговой академии.
Во время Первой мировой войны участвовала в Польской военной организации. Во время польско-украинской войны в ноябре 1918 года присоединилась к Гражданской страже, и в звании капрала принимала участие в обороне Львова. Служила в должностях курьера и санитарки. Была легко ранена. В декабре 1918 года перешла в Гражданскую милицию, а затем в Добровольческий женский легион. В легионе служила курьером (на такой же должности служила в легионе и её сестра Хелена). Позже адъютантом командира легиона Александры Загурской.
После создания 1 апреля 1920 года отдела добровольческого женского легиона при мобилизационной секции I отдела Штаба военного министерства была в звании подпоручика адъютантом командира отдела майора А. Загурской. После руководила рефератом кадров. В 1920 году в составе легиона участвовала в боевых действиях под Варшавой во время польско-советской войны.
С 1922 по 1924 год работала управляющим в госпитале св. Лазаря в Кракове. В 1925 году переведена на службу в Государственную полицию. С 1925 года занималась организацией и руководила Женской полицией, после чего была руководителем медицинской экспертной VI бригады при Следственном комитете. Занималась борьбой с проституцией и торговлей людьми. Получила чин аспиранта 1 января 1928 года. С 1935 по 1939 года руководила рефератом офицеров и рядовых сотрудников (кадровым управлением) Женской полиции при Центральной следственной службе главного управления Государственной полиции. Ей был присвоен чин подкомиссара, а 1 января 1939 года — комиссара полиции.
После начала Второй мировой войны и немецкой оккупации Польши служила в Польской полиции Генерал-губернаторства. Одновременно принимала участие в подпольных организациях Союз вооружённой борьбы и Армия Крайова. Используя своё положение в полиции, занималась организацией и обучением солдат разведывательно-наблюдательных бригад и женских разведывательно-диверсионных подразделений. Была одним из организаторов Корпуса государственной безопасности подполья. Являлась членом Главного штаба Армии Крайовой. Принимала участие в боях во время Варшавского восстания в составе боевых групп I округа «Радвань» (Срёдмесце) и группы «Хробры II» в качестве офицера по разведке. Курировала производство вооружения. После поражения восстания ей удалось покинуть Варшаву с группами гражданских.
10 августа 1946 года под угрозой ареста покинула Польшу. Первоначально присоединилась к частям II корпуса в Италии, затем вышла в отставку и переехала в Лондон. 15 октября 1954 года президент Польской республики в изгнании Аугуст Залеский назначил её в состав польского Гражданского суда в Лондоне. 11 октября 1955 года стала министром в первом правительстве Антония Паёнка.
В 1957 году опубликовала книгу «The Women Police in Poland 1925—1939». Умерла 3 декабря 1968 года в Пенлей (Уэльс).